# Kupferaxt von Reiffenhausen
Die Kupferaxt von Reiffenhausen ist eine spätneolithische Axt aus Kupfer. Sie wurde im Jahr 2001 in der Gemeinde Friedland in Niedersachsen gefunden. Der Fund erfolgte während der Geländeprospektion vor dem Bau der A38. Die Schaftlochaxt wurde auf dem Uhlenkopf, einem 337 m über NN aufragenden kleinen Muschelkalkrücken am östlichen Rande des Leinetals, geborgen.

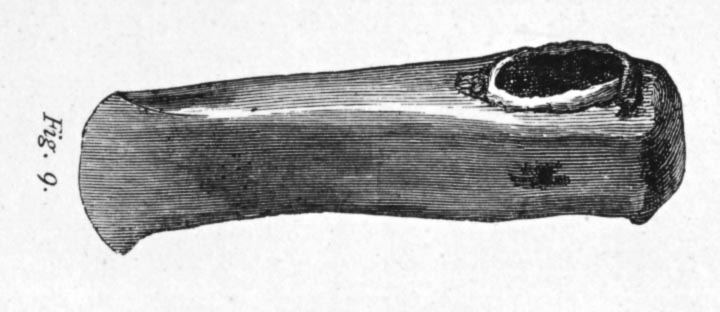
Vergleichbare Axt

## Beschreibung
Die 14 cm lange Schaftlochaxt aus polymetallischem Kupfer mit hohem Arsengehalt hat eine 4,4 cm breite, herabgezogene, konvexe Schneide und einen knaufhammerförmig verdickten Nacken. Der Durchmesser des ovalen Knaufs liegt zwischen 2,7 und 3,1 cm. Am nackenständigen Schaftloch findet sich eine schwache Verdickung des Axtkörpers. In dem zylindrischen Loch steckte das 3,8 cm lange Endstück eines Schaftes aus Kupfer von 1,3 cm Durchmesser. Ein separat gefundenes, geknicktes Schaftfragment ist 8,5 cm lang, weist einen Durchmesser von etwa 1,3 cm auf und zeigt alte, patinierte Bruchenden, die allerdings nicht an das Bruchende an der Axt passen. Das Gewicht der Axt mit Stielrest beträgt 458 g, das des Stielfragments 53 g. Axtkörper und Stiel wurden in zweischaligem Guss als Vollformen gegossen. Eine Gussnaht ist nicht erkennbar.
Axt und Stiel sind aus polymetallischem Kupfer mit hohem Arsengehalt. Die Metallanalysen, die Bleiisotopenbestimmung sowie die metallografischen Untersuchungen erlauben Annahmen zur Herkunft des Metalls. Der hohe Arsenanteil wird nicht als intentioneller Legierungsanteil, sondern als lagerstättenbedingte Erzbeimischung aufgefasst. Derartige Lagerstätten sind zu diesem Zeitpunkt bevorzugt ausgebeutet worden. Die zahlreichen Arsenkupferartefakte der südosteuropäischen und nahöstlichen Kupferzeit bzw. Frühbronzezeit zeigen, dass dies für die Phase vor Aufkommen der Zinnbronze kennzeichnend ist. Anhand der Metallanalyse ist eine Analogie mit südosteuropäisch-anatolisch-pontischen Funden festzustellen. Die größten Übereinstimmungen ergeben sich mit Arsenkupferfunden aus chalkolithischen Zusammenhängen des 4. bis 3. Jahrtausends v. Chr. des troianischen Kulturkreises (Poliochni, Thermi auf Lesbos), aber auch mit Südostanatolien (Mersin) und dem Iran (Tepe Hissar). Letztlich kommen Gebiete vom Karpatenraum bis zum Ostiran in Betracht.
Typologische Einschätzungen führen zu der Annahme, dass das Rohmetall der Axt zwar aus dem entfernten Gebiet bezogen wurde, die Axt jedoch ein Produkt des südosteuropäischen Karpaten- und Donaugebietes oder des mitteleuropäischen Raumes darstellt, das vermutlich in der Zeit vom späten 4. bis zur Mitte des 3. vorchristlichen Jahrtausends entstand. Für den Schritt von einer östlicheren Lagerstätte zum Produktionsgebiet, eventuell der späten Tiszapolgár-Kultur oder der Bodrogkeresztúr-Kultur, wäre Handel in Barrenform erforderlich. Die Vermittlung des Fertigproduktes vom Hersteller zum Fundort lässt weiträumigen Tausch bis zur sukzessiven ungezielten Distribution in Form kleinerer Tauschaktionen zu. Der Fundplatz der als Oberflächenfund geborgenen Axt ist in seiner Lage zwischen Südharz und Leine-Werrabergland herausragend und legt für das nicht alltägliche Stück den Charakter eines Depotfundes nahe. Die archäologische Prospektion des Umfeldes ergab neolithische Beifunde sowie eine jung- bis endneolithische Gruppe angrenzender Höhensiedlungen.